# Бовеньо
Бовеньо (італ. Bovegno) — муніципалітет в Італії, у регіоні Ломбардія, провінція Брешія.
Бовеньо розташоване на відстані близько 470 км на північ від Рима, 95 км на північний схід від Мілана, 30 км на північ від Брешії.
Населення — 2253 особи (2014).
Покровитель — святий Юрій.

## Демографія
Населення за роками:

Станом на 1 січня 2023 року в муніципалітеті офіційно проживали 43 іноземці з 14 країн, серед них 6 громадян країн Євросоюзу та 2 громадяни України.

## Міста-побратими
- Наркао, Італія

## Сусідні муніципалітети
- Артоньє
- Берцо-Інферіоре
- Б'єнно
- Колліо
- Езіне
- Джаніко
- Ірма
- Марментіно
- Пеццаце